# Herzogtum Caraman
Die südfranzösische Vizegrafschaft Caraman (auch Carmaing und Cramail genannt), später Grafschaft Caraman und ab 1830 Herzogtum Caraman war ein Territorium um den Ort Caraman südöstlich von Toulouse.

## Geschichte
Im Jahr 1306 trat Bertrand III. de Lautrec, Vicomte de Lautrec (zwischen Albi und Castres) sein Lehen an König Philipp IV. ab und erhielt dafür das Gebiet Caraman mit 16 Pfarreien bzw. Siedlungen, die davon abhängig waren, mit dem Titel eines Barons und Vicomtes. Am 20. Mai 1321 verkaufte er die Vizegrafschaft Caraman an Arnaud II. Duèze (d’Euze), dann Arnaud I. de Carmaing, Sohn von Pierre Duèze, Seigneur de Saint-Félix, dessen Bruder Jacques zu dieser Zeit als Johannes XXII. in Avignon als Papst residierte.

## Territorium
Die Grafschaft Caraman bestand aus den Orten: Albiac, Cambiac, Caragoudes, Caraman, Francarville, Laclastre, Lasbordes, Loubens, Mascarville, Maureville, Mourvilles-Basses, Prunet, La Salvetat, Saune, Saussens, Ségreville und Vendine.

## Vicomtes und Comtes de Caraman
- Arnaud Duèze (* um 1290), Arnaud I. de Carmaing, Vicomte de Caraman, Seigneur de Saint-Félix, de Nègrepelisse et de Montricoux; ⚭ 1317 Marguerite de l'Isle-Jourdain
- Arnaud II. de Carmaing (* um 1320; † um 1371); ⚭ A(da)lasie de Castelnau, Tochter von Hugues III. de Castelnau, Baron de Castelnau et de Calmont d’Olt
- Hugues de Carmaing (* um 1360; †um 1437), Vicomte de Caraman, Seigneur de Saint-Félix, de Montmaur, de Venes, d'Auriac, de Saissac et de Lautrec; ⚭ 1398 Béatrix de Périlhes
- Jean de Carmaing (* um 1400; † November 1479), Baron de Saint-Félix, Vicomte de Carmaing, Seigneur de Nègrepelisse et de Montricoux, Sénéchal de Quercy; ⚭ nach 1427 Isabelle de Foix, Dame de Navailles, Erbtochter von Archambaud de Foix-Navailles; ihre Nachkommen nehmen den Namen Foix an
- Jean de Foix Caraman († 1511), Comte de Carmain, Baron de Navailles et Saint-Félix; ⚭ 1461 Jeanne de Foix, Erbin der Baronie Coarraze, Tochter von Mathieu de Foix, Comte de Comminges
- Gaston de Foix Caraman, 1492 Baron de Coarraze, 1504 exiliert, 1511 Comte de Carmain; ⚭ Clermontine
- Jean de Foix Caraman; ⚭ 1518 Madeleine de Caupenne de Gaujacq
- Odet de Foix Caraman; ⚭ Jeanne d'Orbessan
- Jeanne de Foix Caraman, Comtesse de Carmain; ⚭ Adrien de Monluc-Montesquiou, Prince de Chabanais, Enkel des Marschalls Blaise de Monluc
- Jeanne de Monluc et de Foix († 1657), Comtesse de Carmain, Princesse de Chabanais, Dame de Montesquiou et de Saint-Félix; ⚭ 1612 Charles d’Escoubleau, Marquis de Sourdis (* 1588; † 1621)

Im Jahr 1670 verkaufte Charles d’Escoubleau die Grafschaft Caraman an Pierre Paul Riquet (II.), den jüngeren Sohn von Pierre-Paul Riquet, den Erbauer des Canal du Midi.

## Marquis und Ducs de Caraman
- Pierre Paul Riquet (II.) (* 1646; † 1730), 1670 bis 1722 Seigneur de Carmaing, Comte de Caraman, gibt die Grafschaft an seinen Neffen weiter
  - Jean Mathias de Riquet († 1714), Seigneur de Bonrepos et du Canal du Midi, deren Bruder; ⚭ (1) 1670 Claire de Cambolas; ⚭ (2) 1696 Marie-Madeleine († 1699), Tochter von Victor-Maurice, comte de Broglie; ⚭ (3) 1702 Louis de Montaigne, Tochter von Nicolas Hélène de Suberville
- Victor Pierre François de Riquet (* 1698; † 1760), 1722 Marquis de Caraman, dessen Sohn aus zweiter Ehe; ⚭ 1722 Louise Madeleine Antoinette Portail, Tochter von Antoine Portail; er erhielt die Grafschaft Caraman de 1722 von seinem Onkel Pierre-Paul Riquet (II.)
- Victor Maurice de Riquet de Caraman (* 1727; † 1807), Marquis de Caraman, deren Sohn; ⚭ 1750 Marie-Anne Gabrielle Josèphe Xavier de Hénin Liétard, Fürstin von Chimay
- Louis Charles Victor de Riquet de Caraman (* 1762; † 1839), Marquis und 1830 Duc de Caraman, Pair de France, deren Sohn; ⚭ Joséphine Léopoldine Ghislaine de Merode-Westerloo (* 1765; † 1824), Tochter von Philippe Maximilien Werner de Merode, 7. Marquis de Westerloo
  - Victor Marie Joseph Louis de Riquet de Caraman (* 1786; X 1837 in Algerien), Marquis de Caraman, deren Sohn; ⚭ Marie-Anne Gabrielle Joséphine Françoise de Riquet de Caraman (* 1792; † 1823), seine Kusine, Tochter von Maurice Gabriel de Riquet de Caraman, Comte de Caraman, Pair de France
- Victor Antoine Charles de Riquet de Caraman (* 1811; † 1868), 2. Duc de Caraman, deren Sohn; ⚭ 1838 Victurnienne Louise de Berton des Balbes de Crillon (* 1818; † 1885), Tochter von Gérard Louis Rodrigue de Berton de Balbes, 2. Duc de Crillon
- Victor Charles Emmanuel de Riquet de Caraman (* 1839; † 1919), 3. Duc de Caraman, deren Sohn
- Georges Ernest Maurice de Riquet de Caraman (* 1845; † 1931), 4. Duc de Caraman, dessen, Bruder; ⚭ Marie Adèle Henriette Arrighi de Casanova de Padoue (* 1849; † 1929), Tochter von Ernest Arrighi de Casanova, 2. Duc de Padoue
  - Ernest Félix Anne Antoine de Riquet de Caraman (* 1875; † 1958), Comte de Caraman, dessen Bruder; ⚭ 1909 Hélène de Ganay (* 1890; † 1958), Tochter von Comte André Ganay
- Jean Victor de Riquet de Caraman (* 1916; † 2010), 6. Duc de Caraman, deren Sohn; ⚭ (1) 1939 Nada Macklin; ⚭ (2) Elga Helena Sophie Schroers
- Philippe Jean Maurice Gerhard de Riquet de Caraman (* 1972), 7. Duc de Caraman, deren Sohn; ⚭ 1968 Anne de Montal